# Kościół Matki Bożej Częstochowskiej w Dołhobyczowie
Kościół pw. Matki Bożej Częstochowskiej w Dołhobyczowie – neogotycki kościół w Dołhobyczowie w diecezji zamojsko-lubaczowskiej.

## Historia
Został zbudowany w latach 1911–1914, zaprojektowany przez architekta Wiesława Kononowicza, ufundowany przez rodzinę Świeżawskich jako wotum wdzięczności dla Stolicy Apostolskiej za udzielenie pozwolenia na małżeństwo pomiędzy krewnymi. 
Fundatorami kościoła są również Franciszek Świeżawski (właściciel pobliskich Kadłubisk), Aleksandra Wojciechowska (właścicielka dóbr Kosmowa).
Stefan Świeżawski jest fundatorem stojącej przed kościołem kamiennej figury Matki Boskiej – jako wotum wdzięczności za ukaz tolerancyjny, pochodzącej z roku 1905.
Dołhobyczowski kościół jest wzorowany na Kościele Mariackim w Krakowie. Jedna z jego wież kościoła jest miniaturką słynnej wieży krakowskiego Kościoła Mariackiego, otoczonej mini-wieżyczkami. Interesujące są także rzygacze (zakończenia rynien) w kształcie smoczych paszczy.